# Hilsbach
Hilsbach é uma antiga cidade independente no sul do distrito de Rhein-Neckar-Kreis, em Baden-Württemberg, que desde 1971 foi anexada em Sinsheim.

## Geografia
Hilsbach esta situada na área da riacho de Elsenz no nordeste da Kraichgau, no norte de Baden-Wuerttemberg cerca de 10 km a sul de Sinsheim.

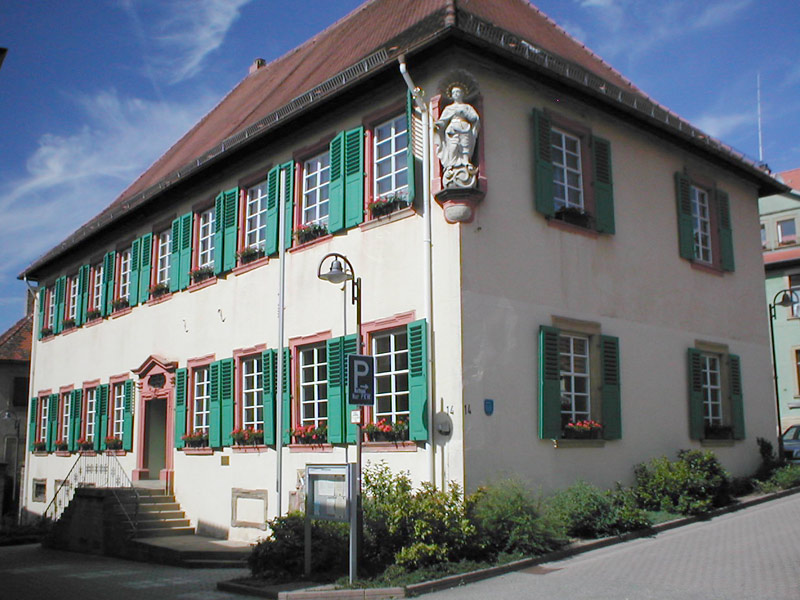
Jornal Winery (agora Town Hall)

## História
Hilsbach foi mencionada primeiramente em 798 em um registro no mosteiro de Lorsch Hilleresbach. As primeiras casas foram, provavelmente, no vale de Hilsbaches (hoje, Cidade Baixa), e posteriormente expandiu-se para uma colina, com casas de sólida alvenaria. As estatísticas sobre Oettingen tiveram início do século XIII onde a igreja é considerada como grande construtora da cidade em 1310. Em Hilsbach residiram muitas famílias abastadas, incluindo os Lordes de Gemmingen, o Palatinado, Baviera, o conde de Hohenlohe, o Conde de Katzenelnbogen, os Lordes de Venningen entre outros.
Por volta de 1800, a população era cerca de 1000 pessoas com aproximadamente de 160 casas. A comunidade judaica do local, fundou uma sinagoga em 1857 com 28 pessoas registradas, mas já em 1877 por falta de crentes fechou. Por volta de 1900 havia em Hilsbach cerca de 1250 habitantes, incluindo 9 judeus. Em 1900, a ferroviária de Katzbach foi expandida, indo da casa odes à prefeitura de Hilsbach.

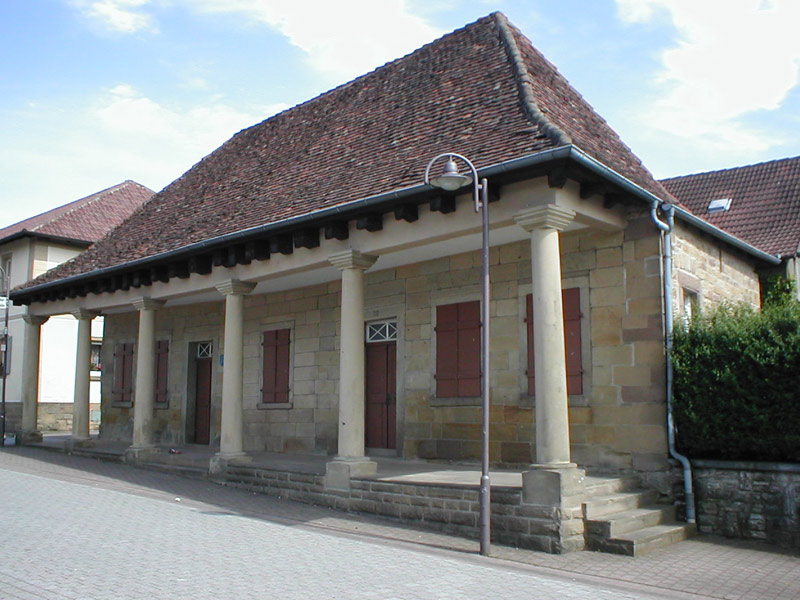
Wachthaus acima do antigo portão

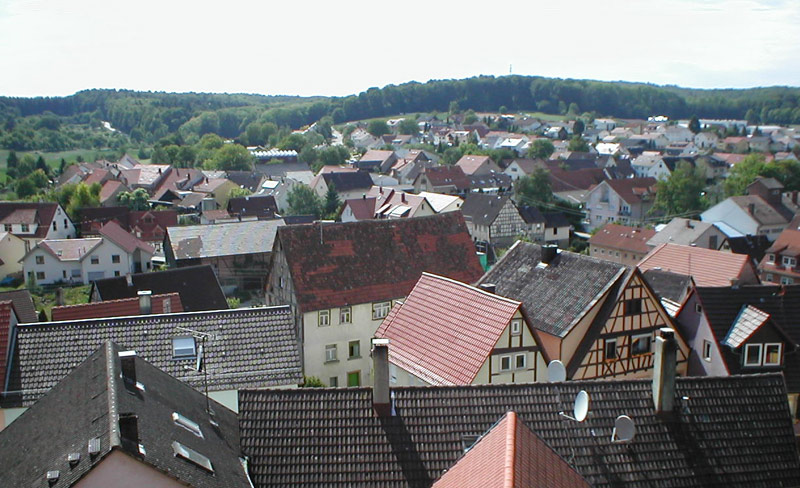
Vista da cidade baixa da igreja de São Miguel

## Arquitetura
1. O barroco oficial é o da Nova vinícola que foi construída em 1732/33. O edifício a partir de 1808 serviu como principado de Leiningensches Rentamt e depois de 1840 como uma escola. Desde 1982, é a câmara municipal da cidade. O brasão sobre o edifício é do capitão alemão Clemens August de 1750 e provém de um edifício do antiga Ordem alemã.
2. O Bairro Judeu é um bairro histórico preservado, na qual o século XIX foi também uma sinagoga. Agora é um velho edifício agrícola.
3. a antiga prefeitura (Rathaus em alemão) é um edifício concebido pelo arquitecto Dick Hoffenheimer a partir do ano 1893 e substituiu um antecessor no mesmo lugar.
4. A Igreja Católica foi construída em 1951. Em seus adeptos estão os protestantes e católicos.

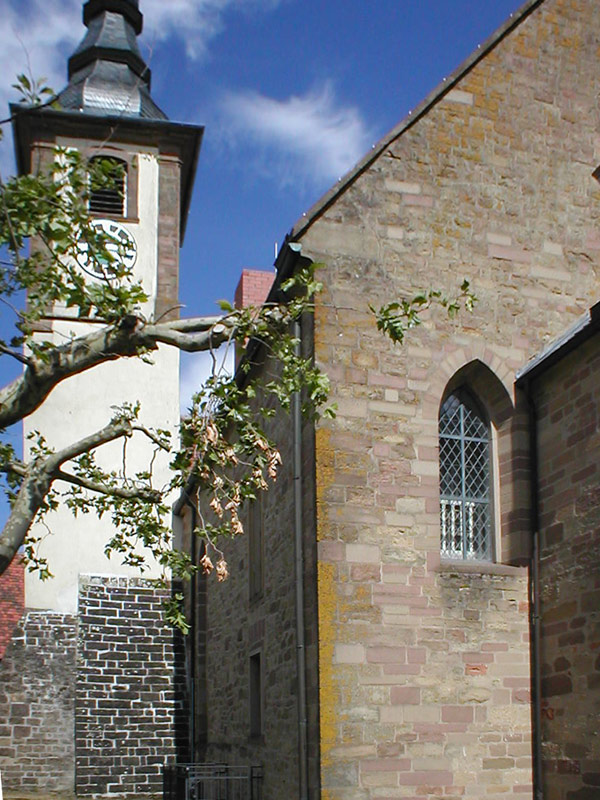
Igreja de São Miguel
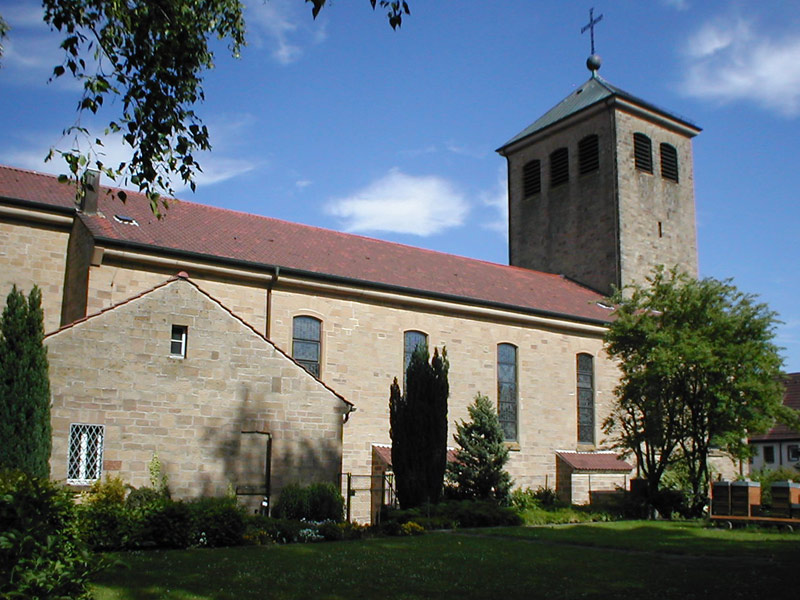
Igreja Católica (1951)
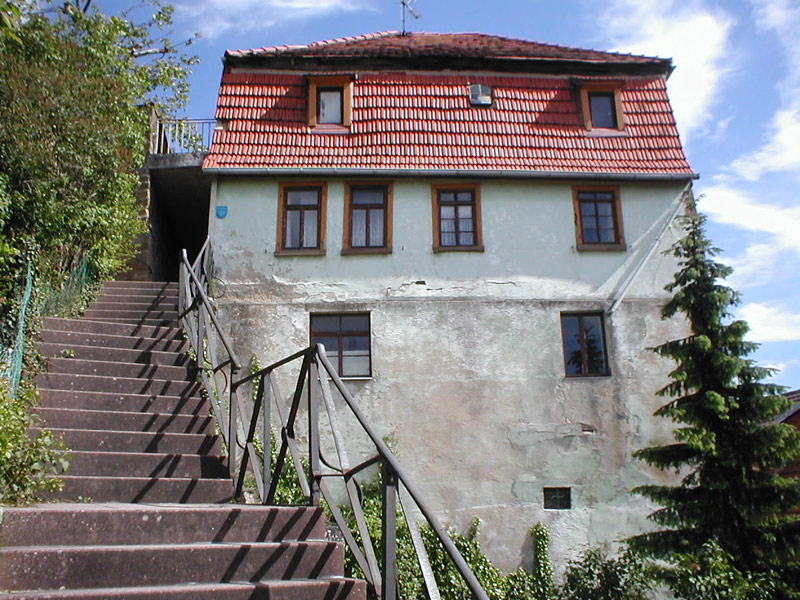
Antiga escola
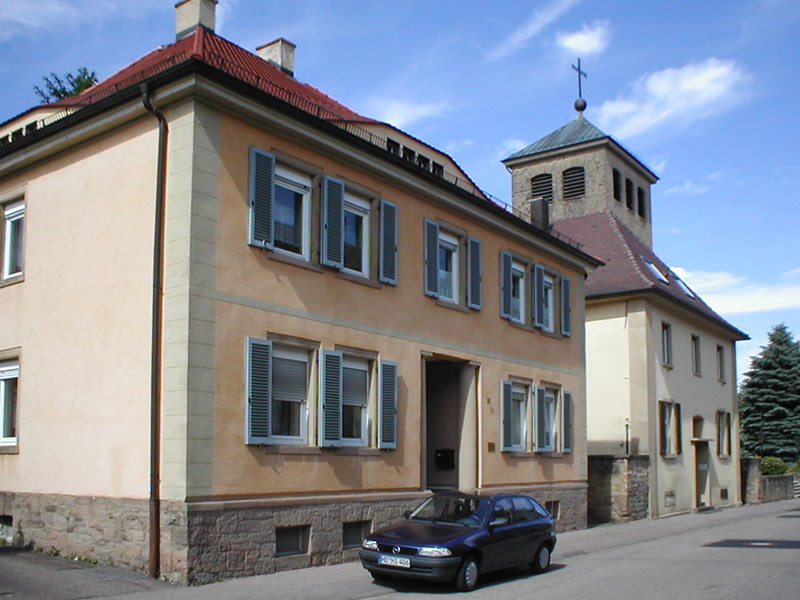
Parsonages
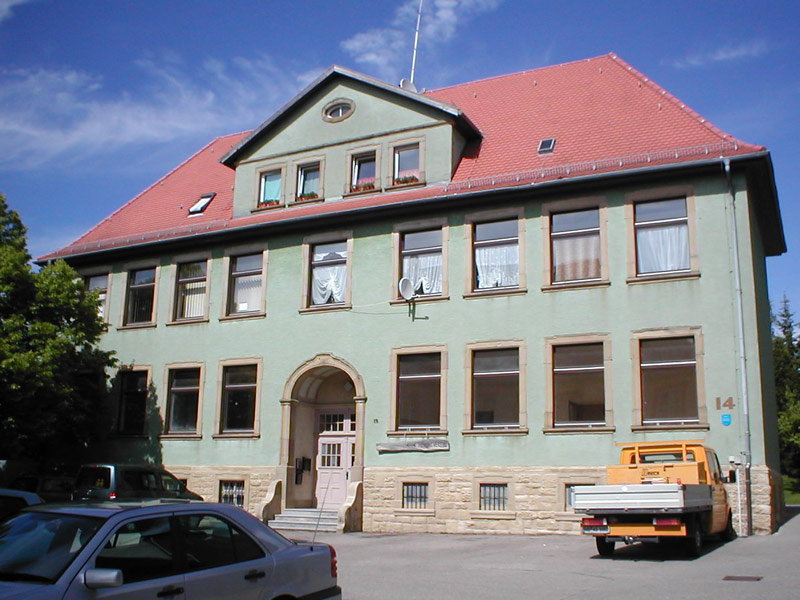
Escola técnica (1914)
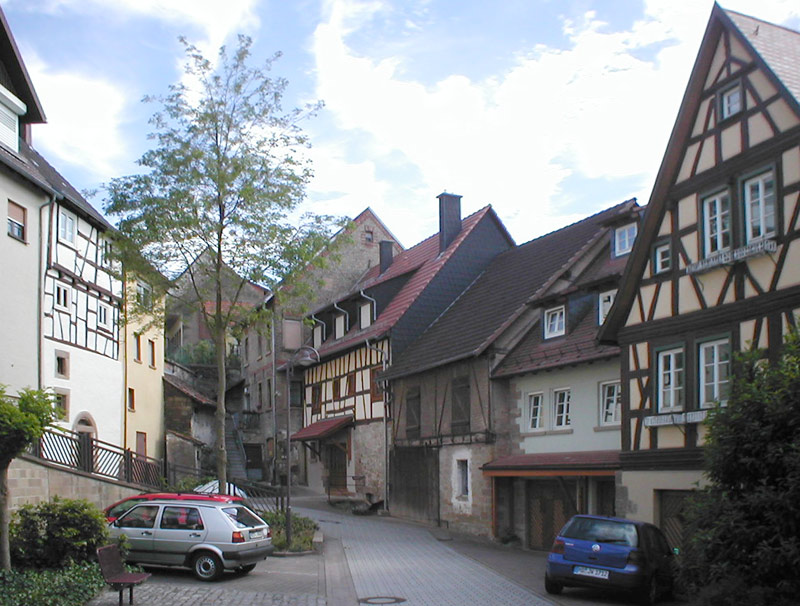
Bairro Judeu
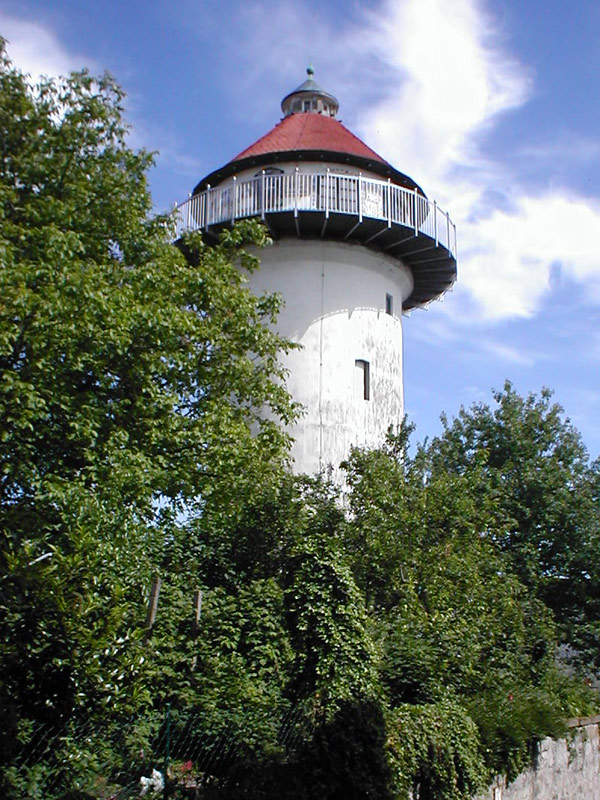
Caixa d'água
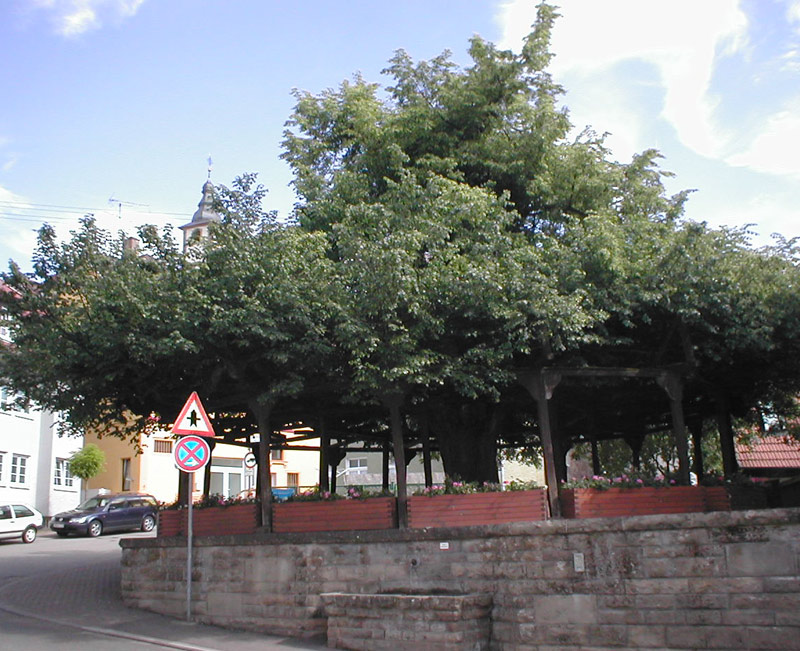
200-year-old dance Linde

## Personalidades
- Joy Fleming (cantora alemã, n.1944) tem vivido desde a década de 1970 em Hilsbach e coordena um estúdio de gravação lá.

## Literatura
- Käthe Zimmermann Ebert: Big City Sinsheim - Around the Steinsberg. Sinsheim 1990